# Hymenia avunculalis
Hymenia avunculalis är en fjärilsart som beskrevs av Saalmüller. Hymenia avunculalis ingår i släktet Hymenia och familjen Crambidae. Inga underarter finns listade i Catalogue of Life.